# Шеффер, Фриц
Фриц Шеффер (нем. Fritz Schäffer; 12 мая 1888, Мюнхен — 29 марта 1967, Берхтесгаден) — немецкий политический деятель, первый премьер-министр Баварии после Второй мировой войны, федеральный министр финансов и юстиции.
В 1915 добровольно поступил на военную службу. Был ранен под Верденом в мае 1916 года и освобождён от службы в армии.
1918—1933 член Баварской народной партии, 1929—1933 председатель партии. 1920—1933 депутат ландтага Баварии. 1931—1933 министр финансов Баварии.
Был заключён в тюрьму с 1933 до 1934 года, после чего работал адвокатом. После 20 июля 1944 года был заключён в концлагерь Дахау.
В 1945 стал одним из основателей ХСС.
1949—1961 депутат бундестага. В 1949 стал первым министром финансов ФРГ, занимал этот пост до 1957.
Весной 1957 года был принят разработанный правительством закон о пенсиях, предусматривавший привязку уровня пенсий к существующему уровню национального дохода, благодаря росту которого пенсионеры получали по этой схеме солидную прибавку. Шеффер высказал опасение, что новое пенсионное законодательство в будущем приведёт к государственному банкротству. Аденауэр на заседании правления ХДС заявил: «Герр Шеффер хотя и министр, но в политике совершенно не разбирается». На выборах в бундестаг 15 сентября 1957 блок ХДС/ХСС получил абсолютное большинство голосов и депутатских мандатов. В новом правительстве Шеффер был перемещен на должность министра юстиции.
1957—1961 министр юстиции.